# Pescara Calcio 2008-2009
Questa voce raccoglie le informazioni riguardanti il Pescara Calcio nelle competizioni ufficiali della stagione 2008-2009.

## Stagione
Il Pescara nel 2008-2009 ha disputato il campionato di Lega Pro Prima Divisione, classificandosi al 12º posto.
In Coppa Italia ha sconfitto al primo turno il Mezzocorona per due a zero in trasferta, ma è uscita al secondo turno ad opera dell'AlbinoLeffe ai calci di rigore per 8-7, dopo che i tempi regolamentari si erano conclusi sul 2-2.
Nella Coppa Italia Lega Pro ha superato il primo turno, vincendo sul Celano per 4-0, perdendo poi dal Foggia per 5-3.

## Divise e sponsor
Lo sponsor tecnico per la stagione 2008-2009 è la Umbro, mentre gli sponsor ufficiali sono O.I.W. e Humangest.
Le divise ufficiali sono state presentate a Castel di Sangro il 22 luglio 2008: la prima maglia è a strisce verticali bianche e azzurre; la maglia da trasferta è di colore oro; la terza maglia è blu.

## Organigramma societario
Area direttiva
- Presidente: Gerardo Soglia (fino ad ottobre 2008)[2]
poi Saverio Mancinelli (curatore fallimentare)
poi Deborah Caldora (dal 20 gennaio 2009)[3]
- Direttore Generale: Gianfranco Multineddu
poi Claudio Garzelli

Area organizzativa
- Team Manager: Gianfranco Multineddu
- Segretario Generale: Luigi Gramenzi
- Segretario: Antonio Falcone
- Receptionist: Marisa Di Sario
- Addetto Stampa: Prof. Di Luigi Sabina
- Delegato alla Sicurezza: Andrea Scarlatto
- Vice Delegato Sicurezza: Alessia Di Matteo
- Webmaster: Francesco Troiano

Area tecnica
- Allenatore: Giuseppe Galderisi (1ª-26ª)
poi Antonello Cuccureddu (27ª-34ª)
- Allenatore in seconda: Daniele Cavalletto
poi Giuseppe Salaris
- Medico Sociale: Graziano Martini

## Risultati

### Lega Pro Prima Divisione

#### Girone di andata
| Arbitro: | Cervellera (Taranto) |

|                            |           |  |
| Triarico 87’ Espinal 90+4’ | Marcatori |  |

| Arbitro: | Colasanti (Grosseto) |

|             |           |  |
| Bazzani 58’ | Marcatori |  |

| Arbitro: | Tasso (La Spezia) |

|                                      |           |  |
| Scappini 30’, 78’ M. Rigoni 56’, 84’ | Marcatori |  |

| Arbitro: | Magno (Catania) |

|           |           |  |
| Simon 17’ | Marcatori |  |

| Marcianise 28 settembre 2008, ore 15:00 CEST 5ª giornata                       | Real Marcianise | 2 – 1             | Pescara | Stadio Progreditur (1400 spett.) |
| \| \| \| \| \| Della Ventura 6’ Manco 51’ \| Marcatori \| 48’ (aut.) Murolo \| |                 |                   |         |                                  |
|                                                                                |                 |                   |         |                                  |
| Della Ventura 6’ Manco 51’                                                     | Marcatori       | 48’ (aut.) Murolo |         |                                  |

| Arbitro: | Merchiori (Ferrara) |

|             |           |           |
| Dionigi 54’ | Marcatori | 33’ Felci |

| Vasto 12 ottobre 2008, ore 15:00 CEST 7ª giornata | Pescara      | 0 – 0 | Virtus Lanciano | Stadio Aragona (2500 spett.)\| Arbitro: \| Nasca (Bari) \| |
| Arbitro:                                          | Nasca (Bari) |       |                 |                                                            |

| Arbitro: | Del Giovane (Albano Laziale) |

|                               |           |                         |
| L. Castaldo 65’ Di Piazza 76’ | Marcatori | 18’ Cardinale 71’ Simon |

| Arbitro: | Barbiero (Vicenza) |

|                          |           |              |
| Siniscalchi 8’ Felci 25’ | Marcatori | 18’ Ginestra |

| Foligno 2 novembre 2008, ore 15:00 CET 10ª giornata | Foligno          | 0 – 0 | Pescara | Stadio Enzo Blasone (1980 spett.)\| Arbitro: \| Peretti (Verona) \| |
| Arbitro:                                            | Peretti (Verona) |       |         |                                                                     |

| Arbitro: | Irrati (Pistoia) |

|           |           |  |
| Simon 30’ | Marcatori |  |

| Arbitro: | Ferraioli (Nocera Inferiore) |

|             |           |           |
| Cavagna 72’ | Marcatori | 56’ Simon |

| Arbitro: | Palazzino (Ciampino) |

|                                    |           |                |
| Zeytullayev 26’, 30’ Cardinale 69’ | Marcatori | 89’ Biancolino |

| Sorrento 30 novembre 2008, ore 15:00 CET 14ª giornata                                        | Sorrento  | 3 – 1            | Pescara | Stadio Italia (659 spett.) |
| \| \| \| \| \| Biancone 38’ Ripa 47’ (rig.) Fialdini 70’ \| Marcatori \| 42’ (aut.) Vanin \| |           |                  |         |                            |
|                                                                                              |           |                  |         |                            |
| Biancone 38’ Ripa 47’ (rig.) Fialdini 70’                                                    | Marcatori | 42’ (aut.) Vanin |         |                            |

| Arbitro: | Borriello (Mantova) |

|                                      |           |          |
| Zeytullayev 54’ Di Vicino 60’ (rig.) | Marcatori | 14’ Nolé |

| Arbitro: | Vallesi (Ascoli Piceno) |

|                           |           |                           |
| Bellazzini 50’ Guerri 71’ | Marcatori | 19’ Felci 57’ Zeytullayev |

| Arbitro: | Tidona (Torino) |

|            |           |                   |
| Stella 33’ | Marcatori | 26’, 84’ Bernardo |

#### Girone di ritorno
| Arbitro: | Massa (Imperia) |

|  |           |              |
|  | Marcatori | 37’ N. Russo |

| Arbitro: | Ostinelli (Como) |

|                           |           |  |
| Germinale 14’ Pecchia 56’ | Marcatori |  |

| Arbitro: | De Benedictis (Bari) |

|                             |           |                            |
| Simon 28’ Zeytullayev 90+1’ | Marcatori | 6’ A. Morello 12’ Noviello |

| Perugia 8 febbraio 2009, ore 15:00 CET 21ª giornata | Perugia                           | 0 – 0 | Pescara | Stadio Renato Curi (3689 spett.)\| Arbitro: \| Gallo (Barcellona Pozzo di Gotto) \| |
| Arbitro:                                            | Gallo (Barcellona Pozzo di Gotto) |       |         |                                                                                     |

| Arbitro: | Manera (Castelfranco Veneto) |

|           |           |              |
| Simon 25’ | Marcatori | 15’ Vanacore |

| Arbitro: | Palazzino (Ciampino) |

|                |           |  |
| Simon 17’, 87’ | Marcatori |  |

| Lanciano 1º marzo 2009, ore 15:00 CET 24ª giornata        | Virtus Lanciano | 2 – 0 | Pescara | Stadio Guido Biondi (4014 spett.) |
| \| \| \| \| \| Tisci 5’ Mammarella 80’ \| Marcatori \| \| |                 |       |         |                                   |
|                                                           |                 |       |         |                                   |
| Tisci 5’ Mammarella 80’                                   | Marcatori       |       |         |                                   |

| Arbitro: | Zonno (Bari) |

|            |           |              |
| Vitale 58’ | Marcatori | 45’ Clemente |

| Arbitro: | Bolano (Livorno) |

|                                                      |           |             |
| Mounard 27’ Molinari 62’ Ginestra 64’ Di Gennaro 72’ | Marcatori | 37’ Coletti |

| Arbitro: | Vivenzi (Brescia) |

|                             |           |             |
| Bazzani 48’ Siniscalchi 57’ | Marcatori | 61’ Signori |

| Pagani 5 aprile 2009, ore 15:00 CEST 28ª giornata | Paganese            | 0 – 0 | Pescara | Stadio Marcello Torre (1000 spett.)\| Arbitro: \| Merchiori (Ferrara) \| |
| Arbitro:                                          | Merchiori (Ferrara) |       |         |                                                                          |

| Arbitro: | Meli (Parma) |

|  |           |                         |
|  | Marcatori | 52’ Matute 89’ Turienzo |

| Arbitro: | Nasca (Bari) |

|                                     |           |           |
| Capparella 15’ Peluso 20’ Gaeta 23’ | Marcatori | 73’ Laens |

| Arbitro: | Bellutti (Trento) |

|            |           |          |
| Vitale 80’ | Marcatori | 50’ Ripa |

| Potenza 3 maggio 2009, ore CEST 32ª giornata | Potenza                 | 0 – 0 | Pescara | Stadio Alfredo Viviani (1500 spett.)\| Arbitro: \| Vallesi (Ascoli Piceno) \| |
| Arbitro:                                     | Vallesi (Ascoli Piceno) |       |         |                                                                               |

| Arbitro: | Donati (Ravenna) |

|                         |           |  |
| Coletti 27’ Laens 90+1’ | Marcatori |  |

| Arbitro: | Viti (Campobasso) |

|                             |           |                                    |
| Aquino 1’, 30’ Bernardo 75’ | Marcatori | 6’, 63’ Zeytullayev 61’, 85’ Simon |

## Statistiche

### Statistiche di squadra
Le statistiche sono aggiornate al 18 maggio 2009
| Competizione             | Punti | In casa | In casa | In casa | In casa | In casa | In casa | In trasferta | In trasferta | In trasferta | In trasferta | In trasferta | In trasferta | Totale | Totale | Totale | Totale | Totale | Totale | DR |
| Competizione             | Punti | G       | V       | N       | P       | Gf      | Gs      | G            | V            | N            | P            | Gf           | Gs           | G      | V      | N      | P      | Gf     | Gs     | DR |
| ------------------------ | ----- | ------- | ------- | ------- | ------- | ------- | ------- | ------------ | ------------ | ------------ | ------------ | ------------ | ------------ | ------ | ------ | ------ | ------ | ------ | ------ | -- |
| Lega Pro Prima Divisione | 42    | 17      | 9       | 5       | 3       | 22      | 14      | 17           | 1            | 8            | 8            | 14           | 31           | 34     | 10     | 13     | 11     | 36     | 45     | -9 |
| Coppa Italia             |       | -       | -       | -       | -       | -       | -       | 2            | 1            | 1            | 0            | 4            | 2            | 2      | 1      | 1      | 0      | 4      | 2      | +2 |
| Coppa Italia Lega Pro    |       | -       | -       | -       | -       | -       | -       | 2            | 1            | 0            | 1            | 7            | 5            | 2      | 1      | 0      | 1      | 7      | 5      | +2 |
| Totale                   |       | 17      | 9       | 5       | 3       | 22      | 14      | 21           | 3            | 9            | 9            | 25           | 38           | 38     | 12     | 14     | 12     | 47     | 52     | -5 |